# 博士（獣医学）
博士（獣医学）（はくし じゅういがく）は、博士の学位であり、獣医学（解剖学、病理学、薬物学、生理学、薬理学、家畜衛生学など）に関する専攻分野を修めることによって、日本で授与されるものである。
1991年以前の日本では、獣医学博士（じゅういがくはくし）という博士の学位が授与されており、獣医学博士は、現在の「博士（獣医学）」とほぼ同じものである。
獣医学博士は、1898年の学位令改正により追加された。
英語においては、各国による学位制度に違いがあるものの、Doctor of Philosophy (Ph.D.) の一部と Doctor of Veterinary Science が、獣医学博士に相当する。